# Les Frères Lautensack
 (avril 2025).
Si vous disposez d'ouvrages ou d'articles de référence ou si vous connaissez des sites web de qualité traitant du thème abordé ici, merci de compléter l'article en donnant les références utiles à sa vérifiabilité et en les liant à la section « Notes et références ».
Les Frères Lautensack (titre original allemand : Die Brüder Lautensack) est un roman de Lion Feuchtwanger, originellement pensé comme une pièce de théâtre qui devait s'intituler Die Zauberer (Les Magiciens), mais qu'il a finalement choisi de publier à New York sous forme de roman alors qu'il était en exil en 1943.

## Résumé
Oskar Lautensack, télépathe et voyant, devient après une ascension rapide, le conseiller d'Adolf Hitler. Pendant une conférence avec le chef d'état-major de la SA, Lautensack prévoit l'incendie du Reichstag dans une vision. Mais, vaniteux, il privilégie ses intérêts de carrière à son devoir, il est finalement assassiné sur ordre officiel.
La majorité des personnages du roman, comme dans Succès (de), sont historiques. C'est ainsi la vie l'occultiste Erik Jan Hanussen qui est à l'origine du texte, assassiné en 1933. La figure du chef de la SA, Manfred Proell est ainsi une référence certaine à Ernst Röhm. Le confident de Proell, le comte Ulrich Zinsdorff a de grandes ressemblances avec Wolf-Heinrich von Helldorf. Quant à Adolf Hitler et Paul von Hindenburg, ils sont nommément mis en scène.
Le récit, en revanche, s'écarte considérablement de la réalité pour des raisons de mise en intrigue. Oskar Lautensack est présenté comme n'étant pas juif, au contraire de Hanussen qui l'était. Par ailleurs, son frère accède au poste de chef de la presse du Reich, poste qu'occupait en réalité Otto Dietrich, qui n'avait pas de lien avec Hanussen.

## Genèse
En 1941, Feuchtwanger soumet le manuscrit de sa pièce Die Zauberer (Les Magiciens) aux éditions new yorkaises Viking Press. Le texte est refusé et Feuchtwanger n'a plus rien écrit pour le théâtre. Il adapte ensuite ce manuscrit en roman. Celui-ci a été publié en 1943 par la Viking Press sous le titre Double Toil and Trouble, après une pré-publication en huit parties dans l'hebdomadaire Collier's. La même année le texte est publié à Londres sous le titre Les frères Lautensack par Hamish Hamilton. C'est lui qui est responsable en 1944 de la première édition en langue allemande.
Le texte n'a toujours pas été traduit ni publié en français.

## Adaptation
Le roman a été adapté au cinéma en 1971 et 1972 par la DEFA pour le compte de la télévision de la RDA avec Hans-Joachim Kasprzik comme réalisateur. Les rôles principaux sont tenus par Horst Schulze, Petra Hinze, Ctibor Filčík, Klaus Piontek, Rolf Hoppe et Hannjo Hasse. Le téléfilm en trois parties a été diffusé pour la première fois les 18, 20 et 22 mars 1973.